# Туканий бородастик
Туканий бородастик (лат. Semnornis ramphastinus) — вид птиц из семейства Semnornithidae, обитающий в Южной Америке.

## Описание
Длина тела составляет 22 см. Длина крыльев самцов составляет от 9,7 до 11 см, длина хвоста — от 7,2 до 8,3 см. Длина клюва составляет от 2,2 до 2,4 см. Самец и самка имеют одинаковую массу тела.
У самцов верхушка головы и затылок блестяще чёрные. Чёрные удлинённые перья на затылке контрастируют с белой полосой. У самок удлинённые перья отсутствуют. Боковые стороны головы, грудь и горло голубовато-серого цвета. Верхняя часть тела тёмно-коричневого, а гузка желтоватого цвета. Крылья тёмные, синевато-серые и коричневые. Нижняя часть тела желтовато-серого цвета с красноватым оттенком на груди и брюхе. Короткий хвост серо-голубой. Клюв светло-жёлтый с тёмной вершиной. Ноги зелёные, глаза красно-коричневые. Песня, которую пара исполняет чаще дуэтом, антифонная.

## Распространение
Подвид Semnornis ramphastinus ramphastinus обитает в юго-западной Колумбии (Валье-дель-Каука, Каука и Нариньо). Подвид Semnornis ramphastinus caucae обитает в северо-западном Эквадоре. Естественная среда обитания вида — это горные туманные леса на высоте от 1000 до 1400 м над уровнем моря в богатом осадками регионе Чоко (Choco) у западного подножия Анд.

## Питание
Птицы питаются исключительно плодами. Они территориальны, защищая свой участок круглый год.

## Размножение
Птицы гнездятся группами. Высиживают кладку и заботятся о выводке не только родители, но и предыдущее потомство. Гнёзда и места для ночлега располагаются в дуплах деревьев. Инкубационный период длится 15 дней, а через 45 дней птенцы становятся самостоятельными.